# Mikołaj Łoziński
Mikołaj Łoziński (Varsó, 1980) lengyel író.

## Életrajza
Párizsban végezte egyetemi tanulmányait, a Sorbonne-on végzett szociológia szakon. Rövid elbeszélései jelentek meg irodalmi folyóiratokban, volt néhány fotókiállítása. Dolgozott szobafestőként, fotósként, tolmácsként és egy vak pszichoterapeuta asszisztenseként is. Utóbbi munkájának tapasztalatai megjelennek Reisefieber című, három év alatt íródott regényében is.
Írói pályafutása legnagyobb sikerét a 2006-ban megjelent, önéletrajzi elemeket is feldolgozó Reisefieber című regényével érte el.

## Magyarul megjelent művei
- Reisefieber; ford. Keresztes Gáspár, Európa, Bp., 2007 (Modern könyvtár) ISBN 978-963-07-8252-4
- Regény; ford. Éles Márta; Európa, Bp., 2016
- Stramer; ford. Hermann Péter; Poligráf, Dunakeszi, 2022

## Külső hivatkozások
- Culture.pl (2007. június 13.) – Mikołaj Łoziński: Reisefieber[halott link]